# Park Narodowy Królowej Elżbiety
Park Narodowy Królowej Elżbiety (ang. Queen Elizabeth National Park) - park narodowy w południowo-wschodniej Ugandzie, przy granicy z Demokratyczną Republiką Konga, utworzony w 1954 roku, w 1979 roku uznany za rezerwat biosfery. Zajmuje obszar 2000 km² między Jeziorem Edwarda a Jeziorem Jerzego, od strony zachodniej przylega do Parku Narodowego Wirunga w Demokratycznej Republice Konga. 
Park Narodowy Królowej Elżbiety jest obszarem o największej różnorodności gatunków ssaków w całej Ugandzie. Dawniej zamieszkiwały go nieprzeliczone stada słoni, bawołów, kobów, topi i hipopotamów, jednak ich liczebność zmalała w czasie wojny domowej na tych terenach. Obecnie park wciąż jest jednak jednym z najczęściej odwiedzanych obszarów chronionych w Ugandzie.